# State of East London
State of East London war eine 2006 gegründete Deathcore-/Death-Metal-Band aus Melbourne, Australien.

## Geschichte
Die Band ging 2006 aus der zwei Jahre zuvor gegründeten Band Thy Mercies hervor, allerdings verneinten die Musiker jegliche musikalische Zusammenhänge zwischen beiden Bands. Die Besetzung vor der Auflösung der Gruppe bestand aus Jason Davies (Gesang), Chris Harvey (E-Gitarre), Samuel Celli (E-Gitarre), Slajan Lucic (E-Bass) und Joshua Ricci (Schlagzeug). Weitere Musiker, die zwischenzeitlich in der Band aktiv waren, sind Marcel Gadacz (Gesang, heute bei Dream On, Dreamer aktiv) und Joshua James (E-Gitarre).
2008 erschien eine EP mit dem Namen Animasitas. Diese Veröffentlichung verhalf der Gruppe zu einem höheren Bekanntheitsgrad auch außerhalb Australiens. So spielte die Gruppe Shows in Neuseeland mit der Deathcore-Band Saving Grace, sowie mit Whitechapel, Unearth, The Acacia Strain, The Black Dahlia Murder und Despised Icon.
2009 wurde Marcel Gadacz durch Jason Davies ersetzt. 2011 erschien das Debütalbum Repugnance, das auch das einzige Album der Band sein sollte. Es wurde über Skull and Bones Records veröffentlicht, das auch Alben der Bands Thy Art Is Murder (The Adversary), The Amity Affliction (High Hopes EP/DVD) und Saviour (Once We Were Lions) veröffentlichte. Skull and Bones gehört zu Shock Records. Zwischen April und Mai 2011 tourte die Gruppe als Headliner mit The Ailment auf 16 Shows durch ganz Australien. Bereits im Jahr 2010 tourte die Band in Australien.
Am 3. September 2011 gaben die Musiker die endgültige Auflösung der Band bekannt. Am 26. November 2011 spielte die Gruppe ihr letztes Konzert.

## Diskografie
- 2008: Animasitas (EP, Eigenproduktion)
- 2011: Repugnance (Album, Skull and Bones Records)